# Idaea eremiata
Idaea eremiata là một loài bướm đêm trong họ Geometridae.